# All the Blue Changes
All the Blue Changes is een verzamelmuziekalbum van de Britse band no-man. Het album bevat een aantal remixen en nog niet eerder officieel uitgebrachte stukken. Steven Wilson en Tim Bowness zijn de spil waar de band om draait.

## Musici
- zie no-man-albums

## Composities
Cd1
1. Pink moon
2. Colours
3. Days in the trees (b)
4. Reich
5. Walker (a)
6. Back to the burning shed
7. Road
8. Housekeeping
9. Heaven taste
10. Watching over me
11. Simple
12. Things change

Cd2
1. Pretty genius
2. My revenge on Seattle (b)
3. Dry cleaning Ray (b)
4. Sicknote
5. Carolina skeletons
6. Something falls
7. Only rain
8. Returning Jesus
9. Chelsea cap
10. Photographs in black and white
11. The break op for real (c)
12. (bluecoda) (c)

- (a) niet eerder verschenen
- (b) remix
- (c)niet op cd